# Jajar (Laweyan)
Jajar is een bestuurslaag in het regentschap Surakarta van de provincie Midden-Java, Indonesië. Jajar telt 7823 inwoners (volkstelling 2010).